# Particulă
Particulă este o denumire generică pentru un fragment sau o cantitate de materie, de dimensiuni reduse în raport cu scara sistemului considerat. În această accepție, structura internă a unei particule este irelevantă; importantă este comportarea sa în interacția cu alte particule sau sub acțiunea unor factori externi. Particulele sunt obiecte idealizate, cărora li se atribuie anumite proprietăți (masă, sarcină electrică, ...) cu scopul de a studia comportarea lor legată de aceste proprietăți. Unul și același obiect fizic poate fi considerat particulă sau sistem de particule, în funcție de contextul în care el este studiat.